# George Lawrence
George Randolph Lawrence (Kensington, 14 settembre 1962) è un ex calciatore inglese, di ruolo centrocampista.

## Caratteristiche tecniche
Era un'ala destra.

## Carriera
Ha giocato nella prima divisione inglese con Southampton e Millwall e nella seconda divisione inglese con lo stesso Millwall e con l'Oxford Utd. Ha inoltre anche giocato nella prima divisione finlandese con il MP ed in quella maltese con gli Hibernians. In carriera ha anche giocato 4 partite in Coppa UEFA (2 delle quali ad inizio carriera al Southampton), 3 partite nei turni preliminari di Coppa UEFA ed una partita nel turno preliminare di Coppa delle Coppe.

## Palmarès

### Club

#### Competizioni nazionali
- Campionato inglese di seconda divisione: 1

Millwall: 1987-1988
- Campionato maltese: 2

Hibernians: 1993-1994, 1994-1995